# بروتين الريبوسوم L24
بروتين الريبوسوم L24 (بالإنجليزية: Ribosomal Protein L24)‏ (RPL24) هوَ بروتين يُشَفر بواسطة جين RPL24 في الإنسان. الريبوسومات هي العضيات التي تحفز تخليق البروتين، تتكون من وحدة فرعية صغيرة 40S ووحدة فرعية كبيرة 60S. تتكون هذه الوحدات الفرعية معًا من 4 أنواع من رنا RNA وحوالي 80 بروتينًا مميزًا من الناحية الهيكلية. ويعد أحد مكونات الوحدة الكبرى 60S للريبوسوم والذي يلعب دورًا مهمًا في الترجمة في عملية الاصطناع الحيوي للبروتين (التي تشكل جزءا من عملية التعبير الجيني).

## الأهمية السريرية
وجد أنه يحفز مقاومة الأدوية المتعددة في سرطانة الخلية الكبدية. وأن التقليل من هذا الجين أو أستلته يساعد على تثبيط نمو الخلايا في سرطان الثدي.

## روابط خارجية
- نظرة شاملة على جميع المعلومات الهيكلية المتاحة في بنك بيانات البروتينات (PDB) لـقاعدة البيانات يونيبروت (UniProt): P83731 (بروتين الريبوسوم L24) في بنك بيانات البروتين في أوروبا (PDBe-KB).